# 1959 في إسرائيل
فيما يلي قوائم الأحداث التي وقعت خلال عام 1959 في إسرائيل.

## سياسة

### تعيين في المنصب
- 28 يناير – حاييم يوسف صادوق عضو الكنيست [الإنجليزية]‏،عضو الكنيست [الإنجليزية]‏.
- 30 نوفمبر – أبا إيبان عضو الكنيست [الإنجليزية]‏،وزير بدون حقيبة وزارية.
- 30 نوفمبر – إلياس نخلة عضو الكنيست [الإنجليزية]‏.
- 30 نوفمبر – إيغال آلون عضو الكنيست [الإنجليزية]‏.
- 30 نوفمبر – بنحاس سابير عضو الكنيست [الإنجليزية]‏.
- 30 نوفمبر – بنحاس لافون عضو الكنيست [الإنجليزية]‏.
- 30 نوفمبر – جولدا مائير عضو الكنيست [الإنجليزية]‏.
- 30 نوفمبر – حاييم موشيه شابيرا عضو الكنيست [الإنجليزية]‏.
- 30 نوفمبر – دافيد بن غوريون عضو الكنيست [الإنجليزية]‏.
- 30 نوفمبر – ديفيد بيتيل عضو الكنيست [الإنجليزية]‏.
- 30 نوفمبر – شمعون بيريز عضو الكنيست [الإنجليزية]‏،Deputy Minister of Defense ‏.
- 30 نوفمبر – ليفي أشكول عضو الكنيست [الإنجليزية]‏.
- 30 نوفمبر – مردخاي بنتوف عضو الكنيست [الإنجليزية]‏.
- 30 نوفمبر – مناحم بيجن عضو الكنيست [الإنجليزية]‏.
- 30 نوفمبر – موشيه دايان عضو الكنيست [الإنجليزية]‏،وزير الزراعة والتنمية الريفية الإسرائيلي  [لغات أخرى]‏.
- 30 نوفمبر – موشيه شاريت عضو الكنيست [الإنجليزية]‏.
- 30 نوفمبر – يوسف بورغ عضو الكنيست [الإنجليزية]‏.

### انتهاء فترة المنصب
- 28 يناير – يوسف شبرينتساك عضو الكنيست [الإنجليزية]‏.
- 30 نوفمبر – إسرائيل روكاح عضو الكنيست [الإنجليزية]‏.
- 30 نوفمبر – إميل حبيبي عضو الكنيست [الإنجليزية]‏.
- 30 نوفمبر – إيغال آلون عضو الكنيست [الإنجليزية]‏.
- 30 نوفمبر – بنحاس لافون عضو الكنيست [الإنجليزية]‏.
- 30 نوفمبر – جولدا مائير عضو الكنيست [الإنجليزية]‏.
- 30 نوفمبر – حاييم موشيه شابيرا عضو الكنيست [الإنجليزية]‏.
- 30 نوفمبر – حاييم يوسف صادوق عضو الكنيست [الإنجليزية]‏.
- 30 نوفمبر – دافيد بن غوريون عضو الكنيست [الإنجليزية]‏.
- 30 نوفمبر – دوف يوسف عضو الكنيست [الإنجليزية]‏.
- 30 نوفمبر – شموئيل دايان عضو الكنيست [الإنجليزية]‏.
- 30 نوفمبر – صالح سليمان عضو الكنيست [الإنجليزية]‏.
- 30 نوفمبر – ليفي أشكول عضو الكنيست [الإنجليزية]‏.
- 30 نوفمبر – مردخاي بنتوف عضو الكنيست [الإنجليزية]‏.
- 30 نوفمبر – مناحم بيجن عضو الكنيست [الإنجليزية]‏.
- 30 نوفمبر – موشيه شاريت عضو الكنيست [الإنجليزية]‏.
- 30 نوفمبر – يوسف بورغ عضو الكنيست [الإنجليزية]‏.

## مواليد

### فبراير
- 2 فبراير – إبراهيم صرصور سياسي إسرائيلي.

### مايو
- 25 مايو – رونيت ماتالون كاتبة إسرائيلية.

### يونيو
- 9 يونيو – بيني غانتس ضابط إسرائيلي.

### أغسطس
- 23 أغسطس – إيتان كابل سياسي إسرائيلي.

### أكتوبر
- 19 أكتوبر – نير بركات سياسي إسرائيلي.

## وفيات

### يناير
- 1 يناير – رؤوفين شيلواه (مواليد 1909)

### سبتمبر
- 13 سبتمبر – إسرائيل روكاح (مواليد 1896) سياسي إسرائيلي.